# Peter Klasvogt

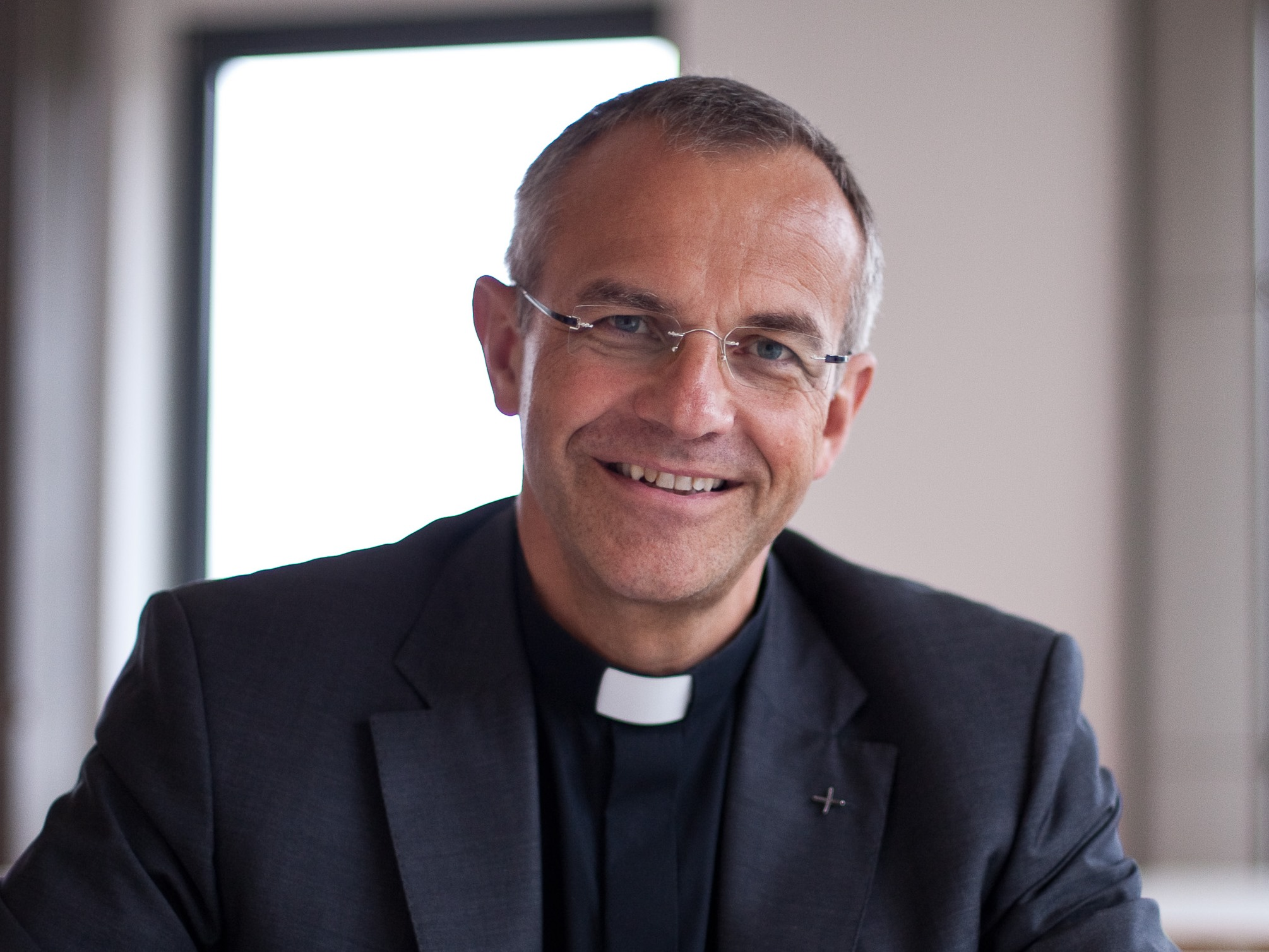
Peter Klasvogt (2013)

Peter Klasvogt (* 17. Februar 1957 in Herford) ist ein deutscher römisch-katholischer Priester und theologischer Autor. Er ist Rektor des Campo Santo Teutonico im Vatikan und Leiter des Päpstlichen Priesterkollegs im Campo Santo.  

## Leben
Nach dem Abitur in Herford und dem Grundwehrdienst in einer Sanitätseinheit studierte Klasvogt Philosophie und Katholische Theologie an der Theologischen Fakultät Paderborn, am Theologischen Studienjahr Jerusalem in der Jerusalemer Dormitio-Abtei und an der Universität Augsburg. Daran schlossen sich ein Jahr an der Priesterschule der Fokolarbewegung in Frascati sowie die Pastoralausbildung im Paderborner Priesterseminar an. 1984 empfing er die Priesterweihe in Paderborn.
Er war Vikar in Höxter und von 1986 bis 1989 Wissenschaftlicher Mitarbeiter am Augsburger Lehrstuhl für Pastoraltheologie sowie Seelsorger im Ökumenischen Lebenszentrum Ottmaring, danach ab 1990 am Paulus-Kolleg in Paderborn geistlicher Begleiter in der Gemeindereferenten-Ausbildung. 1991 beendete er seine Dissertation über Johannes Chrysostomus und wurde an der Augsburger theologischen Fakultät zum Dr. theol. promoviert. 
1993 wurde Klasvogt Regens des Erzbischöflichen Priesterseminars in Paderborn und 1999 Sprecher, ab 2003 Vorsitzender der Nordwestdeutschen Regentenkonferenz. 2005 wurde er zusätzlich Direktor das Erzbischöflichen Leokonvikt. Anschließend verbrachte er ein Forschungssemester in Chicago an Catholic Theological Union.
Von 2006 bis 2025 war er Direktor des Sozialinstituts Kommende Dortmund und der Katholischen Akademie Schwerte. 2014 wurde Klasvogt von der katholischen Kirche in Nordrhein-Westfalen als Mitglied in den Rundfunkrat des Westdeutschen Rundfunks Köln entsandt.
Peter Klasvogt wurde am 20. Juni 2025 von der Deutschen Bischofskonferenz, vertreten durch den  Augsburger Bischof Bertram Meier, und nach Absprache mit der Österreichischen Bischofskonferenz und der Erzbruderschaft zur Schmerzhaften Muttergottes des Campo Santo mit Wirkung bereits zum 15. Juni 2025 als Nachfolger von Konrad Bestle zum Rektor des Campo Santo Teutonico und des dazugehörigen Deutschen Priesterkollegs (Pontificio Collegio Teutonico) ernannt. Zugleich wurde er Rektor der am Campo Santo Teutonico angesiedelten „Erzbruderschaft zur Schmerzhaften Muttergottes“ (italienisch Arciconfraternità di Santa Maria della Pietà), die seit 1454 der rechtliche Eigentümer des Campo Santo Teutonico – auf extraterritorialem Gebiet des heutigen Vatikanstaats – ist. Dazu gehört zudem eine Bibliothek als bedeutende Forschungseinrichtung in Rom. Die Ernennung erfolgte durch den Kardinalvikar der Vatikanstadt, Mauro Gambetti, im Einvernehmen mit dem vatikanischen Dikasterium für den Klerus, dem alle Päpstlichen Kollegien zugeordnet sind.

## Wirken
Peter Klasvogt hat langjährige Erfahrungen als Exerzitienbegleiter und als Organisator wissenschaftlicher Tagungen. Er ist Verfasser und Herausgeber mehrerer Bücher zu spirituellen und ekklesiologischen Themen; Schwerpunkt sind Aufgabe und Selbstverständnis des Priesters im säkularen Umfeld.
2009 war er Initiator der Stiftung «beneVolens. Jugend fördern. Zukunft gestalten», die sich für die deutsch-polnischen Jugend engagiert. 2014 gründete er das internationale Netzwerk «socioMovens. Giving Europe a Soul e.V.», das Jugendliche aus Mittel- und Osteuropa in Projektwochen zusammenführt.
Peter Klasvogt engagiert sich für zahlreiche Sozialprojekte im Heiligen Land. 2007 wurde er von Kardinal-Großmeister Carlo Kardinal Furno zum Komtur (Offizier) des Ritterordens vom Heiligen Grab zu Jerusalem ernannt und am 6. Oktober 2007 durch Reinhard Marx, Großprior der deutschen Statthalterei, investiert. Er gehört der Komturei Dortmund des Päpstlichen Laienordens an.

## Auszeichnungen und Ehrungen
- Ernennung zum Päpstlichen Ehrenprälaten durch Papst Johannes Paul II. (1999)
- Aufnahme in den Ritterorden vom Heiligen Grab zu Jerusalem (2007)
- Ernennung zum Konsultor des Päpstlichen Rat für Gerechtigkeit und Frieden durch Papst Benedikt XVI. (2012)
- Konstanzer Konzilspreis 2017 für seinen Sozialethischen Dialog in Europa[4][5]